# Heo Hun
Heo Hun (허훈?; Seul, 16 agosto 1995) è un cestista sudcoreano.

## Biografia
È il figlio dell'allenatore ed ex cestista Heo Jae e fratello di Heo Ung, a sua volta cestista.

## Carriera
Con la Corea del Sud ha disputato i Campionati mondiali del 2019.